# Babeak, Blagoevgrad
Babeak (în bulgară Бабяк) este un sat în partea de sud-vest a Bulgariei în  Regiunea Blagoevgrad. Aparține administrativ comunei Belița. Are o populație de 820 de locuitori.

## Demografie
Componența etnică a satului Babeak
     Bulgari (80,48%)
     Romi (3,17%)
     Nicio identificare (13,9%)
     Altele (2,43%)
La recensământul din 2011, populația satului Babeak era de 820 locuitori. Din punct de vedere etnic, majoritatea locuitorilor (80,48%) erau bulgari, cu o minoritate de romi (3,17%). Pentru 13,9% din locuitori nu este cunoscută apartenența etnică.